# 253-й истребительный авиационный полк ПВО
253-й истребительный авиационный полк ПВО (145-й гв. иап ПВО) — воинская часть Военно-воздушных сил (ВВС) Вооружённых Сил РККА, принимавшая участие в боевых действиях Великой Отечественной войны.

## Наименования полка
За весь период своего существования полк несколько раз менял своё наименование:
- 253-й штурмовой авиационный полк
- 253-й истребительный авиационный полк
- 253-й истребительный авиационный полк ПВО
- 145-й гвардейский истребительный авиационный полк ПВО
- 145-й гвардейский истребительный авиационный полк
- Полевая почта 49688

## Создание полка
Согласно директиве от 28.02.1941 года полк должен был начать формирование в Киевском Особом военном округе в Велицке как 253-й штурмовой авиационный полк. 12.05.1941 года начал формироваться в Новоград-Волынске. К началу войны находился в стадии формирования, самолетов не имел и в боевых действиях не участвовал. После начала войны переименован в 253-й истребительный авиаполк и стал получать самолеты И-153.
15 июля 1941 года, передав 11 экипажей в 89-й иап, убыл на переформирование. С 18.07 по 20.09. проходил переучивание в 11-м запасном иап СКВО на ЛаГГ-3. 24.10.1941 прибыл во 2-й запасной иап Московского ВО (ст. Сейма Горьковской обл.), после чего, с 5.12., использовался в ПВО

## Переименование полка
253-й истребительный авиационный полк за образцовое выполнение боевых задач и проявленные при этом мужество и героизм на основании Приказа НКО СССР 9 октября 1943 года переименован в
145-й гвардейский истребительный авиационный полк ПВО.

## В действующей армии
В составе действующей армии:
- с 22 июня 1941 года по 18 июля 1941 года,
- с 21 сентября 1941 года по 2 октября 1941 года,
- с 5 декабря 1941 года по 9 октября 1943 года.

## Командиры полка
- майор Макаренко Иван Павлович[4], 06.1941 — 03.1942
- майор Терешкин Александр Алексеевич[4], 03.1942 — 09.1942
- майор Боровченко Григорий Трофимович[4], 09.1942 — 09.10.1943

## В составе соединений и объединений
| Период        | Фронт (округ)                   | Район                              | Корпус ПВО (Дивизия ПВО)                      | примечание                                                                               |
| ------------- | ------------------------------- | ---------------------------------- | --------------------------------------------- | ---------------------------------------------------------------------------------------- |
| 12.05.1941 г. | Киевский особый военный округ   | ВВС округа                         | 14-я смешанная авиационная дивизия            | И-153                                                                                    |
| 22.06.1941 г. | Юго-Западный фронт              | ВВС фронта                         | 14-я смешанная авиационная дивизия            | И-153                                                                                    |
| 15.07.1941 г. | Юго-Западный фронт              | ВВС фронта                         | 14-я смешанная авиационная дивизия            | передал 11 экипажей в 89-й иап 14-й сад и убыл в тыл на переучивание и доукомплектование |
| 18.07.1941 г. | Северо-Кавказский военный округ | ВВС округа                         | 11-й запасной истребительный авиационный полк | г. Ростов-на-Дону, переформирован, ЛаГГ-3                                                |
| 21.09.1941 г. | Крымский фронт                  | 51-я армия                         | ВВС 51-й армии                                | ЛаГГ-3                                                                                   |
| 03.10.1941 г. | Крымский фронт                  | 51-я армия                         | ВВС 51-й армии                                | передал 15 ЛаГГ-3 с экипажами в 247-й иап и убыл в тыл на доукомплектование              |
| 24.10.1941 г. | Московский военный округ        | ВВС округа                         | 2-й запасной истребительный авиационный полк  | Сейма Горьковской области, доукомплектование, ЛаГГ-3                                     |
| 05.12.1941 г. | Московский военный округ        | Московская зона ПВО                | 6-й истребительный авиационный корпус ПВО     | ЛаГГ-3                                                                                   |
| 01.01.1942 г. | Московский военный округ        | Московский корпусной район ПВО     | 6-й истребительный авиационный корпус ПВО     | ЛаГГ-3                                                                                   |
| 18.01.1942 г. | Северо-Западный фронт           | 11-я армия                         | ВВС 11-й армии                                | ЛаГГ-3                                                                                   |
| 19.03.1942 г. | Северо-Западный фронт           | Бологоевский дивизионный район ПВО | 106-я истребительная авиационная дивизия ПВО  | ЛаГГ-3, Як-7б, Ла-5                                                                      |
| 29.06.1942 г. | Западный фронт ПВО              | Бологоевский дивизионный район ПВО | 106-я истребительная авиационная дивизия ПВО  | ЛаГГ-3, Як-7б, Ла-5                                                                      |
| 09.10.1943 г. | Западный фронт ПВО              | Бологоевский дивизионный район ПВО | 106-я истребительная авиационная дивизия ПВО  | ЛаГГ-3, Як-7б, Ла-5                                                                      |

## Участие в операциях и битвах
- Приграничные сражения — с 22 июня 1941 года по 27 июня 1941 года
- Львовско-Луцкая оборонительная операция — c 27 июня 1941 года по 02 июля 1941 года
- Оборона Севастополя и Битва за Крым — с 21 сентября 1941 года по 3 октября 1941 года
- Битва за Москву — с 5 декабря 1941 года по 18 января 1942 года
- Демянская операция — с 18 января 1942 года по 19 марта 1942 года
- ПВО объектов Северо-Западного фронта
- ПВО объектов Калининского фронта

## Первая известная воздушная победа полка
Первая известная воздушная победа полка в Отечественной войне одержана в первый день войны — 22 июня 1941 года: капитан Саган Н. И. в воздушном бою в районе Киева сбил немецкий бомбардировщик Ju-88.

## Отличившиеся воины полка
- Гаркуша, Кузьма Дмитриевич, лётчик полка с июня 1941 года по апрель 1943 года[5], 9 октября 1943 года удостоен звания Герой Советского Союза будучи командиром эскадрильи 907-го истребительного авиационного полка 101-й истребительной авиационной дивизии ПВО. Золотая Звезда № 1201.

## Лётчики-асы полка
Летчики-асы полка, сбившие более 5-ти самолётов противника в воздушных боях.
| Фамилия, имя отчество     | Награды | Сбито самолётов (+ в группе) | Примечание |
| ------------------------- | ------- | ---------------------------- | --- |
| Гаркуша Кузьма Дмитриевич |         | 7 + 5                        | Летчик полка: июнь 1941 — апрель 1943. И-153, ЛаГГ-3, Ла-5. Влевал: апрель 1943 — август 1944 (907-й иап), Ла-5; 495-й иап (август 1944 — май 1945, Ла-5). Боевых вылетов: около 400. |